# John Tate Lanning
John Tate Lanning (nacido en 1903-fallecido el 15 de agosto de 1976, Durham, Carolina del Norte) fue un historiador que estudió Hispanoamérica. Ocupó el cargo de Profesor Emérito James B. Duke en la Universidad Duke. Fue un importante estudioso de la historia hispanoamericana y trabajó para fortalecer las organizaciones dedicadas a la erudición latinoamericana. En un obituario lo llamaron "un verdadero gigante" en el campo. Su trabajo sobre la Ilustración española en Hispanoamérica desafió la concepción del oscurantismo español.
En 1957, el libro de Lanning La Ilustración del Siglo XVIII en la Universidad de San Carlos de Guatemala ganó el primer Premio Herbert E. Bolton de la Conferencia de Historia Latinoamericana al mejor libro en inglés.  Se desempeñó como editor de The Hispanic American Historical Review, ampliando su número de lectores y manteniendo altos estándares para cada número. Fue presidente de la Conferencia de Historia Latinoamericana, la organización profesional de historiadores latinoamericanos, en 1958.
Lanning fue alumno de Herbert E. Bolton, una figura destacada en la historia de las tierras fronterizas de Estados Unidos en la Universidad de California en Berkeley; y las primeras publicaciones de Lanning fueron sobre la historia de las zonas fronterizas del sureste, tanto monografías como textos históricos editados. Comenzó a dedicarse a la historia intelectual hispanoamericana cuando obtuvo una beca Guggenheim en 1930. Como editor de The Hispanic American Historical Review, amplió la circulación de la revista en coordinación con la Oficina del Coordinador de Asuntos Interamericanos (y más tarde con el Fondo Carnegie para la Paz Internacional) al entregar copias gratuitas a académicos de América Latina.

## Obra
- Las misiones españolas de Georgia. Chapel Hill, The University of North Carolina press 1935
- Una breve descripción de Carolina en las costas de Florida, editor 1944
- La leyenda de que el gobernador Moral Sánchez fue ahorcado. Savannah, Georgia Historical Society, 1954.
- La expedición de San Agustín de 1740: Informe de la Asamblea General de Carolina del Sur, editor, Columbia SC: South Carolina Archives Department 1954
- Reales cédulas de la Real y Pontificia Universidad de San Carlos de Guatemala. Guatemala, Editorial Universitaria, 1954.
- Cultura académica en las colonias españolas. Londres: Oxford University Press 1940
- Posibilidades de investigación en la historia cultural de España en América. Hispanic American Historical Review’’ 16 (1936)
- La universidad en el Reino de Guatemala. Ithaca, N.Y., Cornell University Press 1955
- La Ilustración del siglo XVIII en la Universidad de San Carlos de Guatemala, Ithaca, N.Y.: Cornell University Press 1956.
- Pedro de la Torre: Doctor a Conquistadores. Baton Rouge, Louisiana State University Press 1974.
- El real protomedicato: la regulación de las profesiones médicas en el imperio español.  Durham, N.C.: Duke University Press, 1985.